# 竹 (樅型駆逐艦)
竹（たけ）は、大日本帝国海軍の駆逐艦で、樅型駆逐艦の6番艦である。同名艦に松型駆逐艦の「竹」があるため、こちらは「竹 (初代)」や「竹I」などと表記される。

## 艦歴
1918年（大正7年）12月2日、神戸川崎造船所で起工。1919年（大正8年）8月26日午前7時30分進水。同年12月25日竣工。
1940年（昭和15年）2月1日除籍。除籍後は舞鶴海兵団の練習船。1944年（昭和19年）2月10日、雑役船に編入され、海軍機関学校附属の練習船となる。1948年（昭和23年）解体、船体は鵜来型海防艦伊唐、橘型駆逐艦栃（終戦時未成）と共に軍艦防波堤となり秋田県秋田港北防波堤となった。1975年（昭和50年）、秋田港の外港展開に伴う港拡張工事により新しく北防波堤を築造することになり、旧来の北防波堤は撤去され、竹、伊唐、栃の船体も撤去された。

## 艦長
※『日本海軍史』第9巻・第10巻の「将官履歴」及び『官報』に基づく。
艤装員長
- 染河啓三 少佐：1919年8月5日[8] - 12月4日[9]
- （兼）染河啓三 少佐：1919年12月4日[9] -

駆逐艦長
- 染河啓三 少佐：1919年12月4日[9] - 1920年12月1日[10]
- 石川哲四郎 少佐：1920年12月1日 - 1921年12月1日
- 小沢治三郎 少佐：1921年12月1日 - 1922年12月1日
- 小橋義亮 少佐：1922年12月1日[11] - 1923年6月15日[12]
- 石戸勇三 少佐：1923年6月15日 - 1924年12月1日
- 長谷部喜蔵 大尉：1924年12月1日[13] - 1926年8月1日[14]
- 樋口通達 少佐：1926年8月1日[14] - 1927年12月1日[15]
- 福沢常吉 少佐：1927年12月1日 - 1929年11月30日
- （兼）松田尊睦 大尉：1929年11月30日 - 1930年11月1日
- 吉村真武 少佐：1930年11月1日[16] - 1933年4月1日[17]